# Carlo Campogalliani
Carlo Campogalliani, né le 10 octobre 1885 à Concordia sulla Secchia, en Émilie-Romagne, et mort le 10 août 1974 à Rome, est un réalisateur, scénariste et acteur italien.

## Biographie
Campogalliani s'est d'abord essayé au métier de marionnettiste itinérant, comme ses ancêtres juifs à l'origine, avant de rejoindre des compagnies de théâtre où il a travaillé comme acteur et décorateur. En 1910, il est apparu pour la première fois dans un film (Le Roi Lear (it) de Giuseppe De Liguoro) ; il a également tourné trois documentaires en Toscane. Il retourne ensuite à la scène en tant que comédien.
En 1913, sa carrière cinématographique commence à s'affirmer : Il joue dans de nombreux films jusqu'en 1915 et se tourne également vers la réalisation en 1914, où il restera jusqu'à sa retraite en 1961. À l'époque du cinéma muet, il met en scène de nombreux films avec sa future femme Letizia Quaranta et écrit des scénarios de films d'aventure comme la trilogie de Maciste, réalisée vers 1920. Deux ans plus tard, en pleine crise du cinéma italien, il retrouve le chemin de la scène avec sa femme. De longues tournées s'ensuivirent, notamment en Amérique du Sud en 1926 ; il tourna également deux films en Argentine.
De retour en Europe, il travaille d'abord en France et en Allemagne, avant de revenir dans son pays natal en 1930. Jusqu'au début des années 1960, il a tourné aussi bien des œuvres artistiques que des films de genre à vocation purement commerciale.

## Filmographie

### Films muets
- 1914 : Le Sexe faible (Sesso debole)
- 1914 : Il rivale di papà (it)
- 1914 : Il violino di Ketty (it)
- 1914 : L'immagine dell'altra
- 1915 : Senza mamma
- 1915 : Le rose della mamma
- 1915 : Romanticismo
- 1915 : Al gufo nero
- 1916 : La serata d'onore di Buffalo
- 1916 : L'isola tenebrosa
- 1916 : Hilka
- 1916 : Il germoglio della morte
- 1916 : Davanti alla legge (it)
- 1916 : Da boxeur a detective
- 1916 : La collana della felicità
- 1917 : Il veliero della morte
- 1917 : Il tenente del IX lancieri
- 1917 : La corsa alla morte
- 1917 : Buffalo II
- 1918 : Il marchio rosso
- 1919 : Scacco matto (it)
- 1919 : Maciste I
- 1919 : L'inverosimile
- 1920 : La trilogia di Maciste (it)
- 1920 : Il teschio d'oro
- 1920 : Maciste contro la morte (it)
- 1920 : Il testamento di Maciste (it)
- 1921 : Tempesta in un cranio
- 1921 : Un simpatico mascalzone
- 1921 : La signora delle miniere
- 1921 : Scalabrino
- 1921 : La nave dei morti (it)
- 1921 : La casa della paura
- 1921 : Bersaglio umano
- 1922 : Ted l'invisibile
- 1922 : La droga di Satana
- 1924 : La vuelta del toro salvaje (es)
- 1924 : El consultorio de Madame René (es)
- 1925 : La mujer de medianoche (es)
- 1929 : Ich hab mein Herz im Autobus verloren (en)

### Films parlants
- 1931 : Medico per forza — moyen-métrage
- 1931 : Cortile (it) — court-métrage
- 1931 : La Lanterne du diable (La lanterna del diavolo)
- 1934 : Stadio (it)
- 1936 : I quattro moschettieri (it)
- 1939 : Montevergine
- 1939 : La notte delle beffe
- 1940 : Cuori nella tormenta
- 1940 : Il cavaliere di Kruja
- 1941 : L'Archange au masque noir (Il bravo di Venezia)
- 1942 : Perdizione (it)
- 1942 : Musica proibita (it)
- 1943 : Il treno crociato
- 1943 : Silence, on tourne (it) (Silenzio, si gira!)
- 1945 : L'Innocent Casimir (L'innocente Casimiro)
- 1946 : La Gondole du diable (La gondola del diavolo)
- 1949 : La mano della morta (it)
- 1949 : La Fille du mendiant (it) (La figlia del mendicante)
- 1950 : Beautés à bicyclette (Bellezze in bicicletta)
- 1952 : Bellezze in motoscooter (it)
- 1953 : Se vincessi cento milioni
- 1954 : L'Orpheline des bas-fonds (it) (L'orfana del ghetto)
- 1954 : Feuille de route (it) (Foglio di via)
- 1955 : Reviens, ma petite (it) (Torna piccina mia!)
- 1955 : La Voix du cœur (it) (La canzone del cuore)
- 1956 : De mère inconnue (Mamma sconosciuta)
- 1957 : L'angelo delle Alpi (it)
- 1958 : Serenatella sciuè sciuè (it)
- 1958 : Écoute-moi (Ascoltami)
- 1958 : La Flèche noire de Robin des Bois (Capitan Fuoco)
- 1959 : La Terreur des barbares (Il terrore dei barbari)
- 1960 : Le Géant de la vallée des rois (Maciste nella valle dei re)
- 1961 : La Fureur d'Hercule (Ursus)
- 1962 : Le Glaive du conquérant (Rosmunda e Alboino)
- 1964 : Le Pont des Soupirs (Il ponte dei sospiri)
- 1964 : Fontana di Trevi